# At-Tāhir al-Haddād

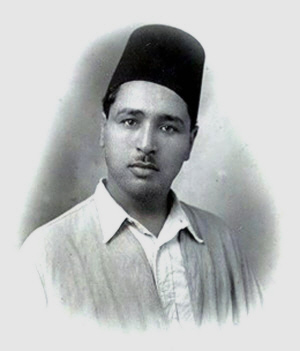
Tahar Haddad

At-Tāhir al-Haddād (arabisch الطاهر الحداد, DMG aṭ-Ṭāhir al-Ḥaddād; * 4. Dezember 1899 in Tunis; † 7. Dezember 1935) war ein tunesischer Schriftsteller, Reformer und Frauenrechtler.

## Leben
Haddad wurde in Tunis als Sohn einer aus El Hamma stammenden Familie von Kaufleuten geboren. Er besuchte zunächst eine islamische Primarschule (Kouttab) und studierte anschließend von 1911 bis zu seinem Abschluss  mit einem Hochschulzertifikat (Tatwi) als Notar im Jahre 1920 Islamwissenschaften und Islamisches Recht (Schari’a) an einer Madrasa, der Universität der Großen Ez-Zitouna-Moschee. Den Beruf des Notars übte er jedoch kaum aus und wurde Mitglied der 1920 gegründeten Destur-Partei. Er leitete die Öffentlichkeitsarbeit der für ein unabhängiges Tunesien eintretenden Partei. Die Aktivitäten der Parteileitung erschienen ihm jedoch nicht ausreichend und so trat er wieder aus.
Danach war er als Journalist und Schriftsteller tätig, gleichzeitig engagierte er sich in der Arbeiterbewegung. Im Gegensatz zu Mohamed Ali El Hammi, seinem Freund und Mitgründer der 1925 kurzzeitig bestehenden tunesischen Arbeiterbewegung CGTT, wurde Haddad nicht von der französischen Kolonialverwaltung zum Verlassen des Landes gezwungen und übernahm für kurze Zeit den Vorsitz in der Gewerkschaft. 1927 veröffentlichte er zur tunesischen Gewerkschaftsbewegung ein erstes Buch unter dem Titel Tunisian Workers and the Union Movement. Im Folgejahr nahm er in Tunis das Studium der Rechtswissenschaften auf.
Haddad setzte sich für Frauenrechte ein. In seinem am 5. Oktober 1930 erschienenen Buch Our Women in the Shari 'a and Society (etwa Unsere Frauen in islamischem Recht und Gesellschaft) befürwortete er erweiterte Rechte für die Frauen und konstatierte, dass die seinerzeitige Auslegung des Islam die Frauen behindere. Seine darin erhobenen Forderungen verhinderten jedoch seine Zulassung zum Abschluss des Studiums und trugen ihm Anfeindungen in Presse und in Öffentlichkeit ein.
Haddad starb an Tuberkulose.

## Bedeutung
Haddad trat unter anderem für eine weitgehende Gleichberechtigung zwischen Mann und Frau im Zivilrecht ein, forderte eine reguläre und gleichberechtigte Schulausbildung für Frauen wie für Männer, ein gleichberechtigtes Eigentums- und Erbrecht auch für Frauen und ein ziviles Ehe- und Scheidungsrecht, das das islamische Scheidungsrecht ablösen sollte. Die Vielehe und die Verheiratung von Mädchen gegen ihren Willen lehnte er wie auch die Ganzkörperverschleierung der Frau ab, da dafür seiner Erkenntnis nach keine entsprechenden Regeln im Koran auffindbar seien.
Seine Forderungen wurden von Frauen aufgegriffen, die an Kundgebungen der Al-Destour-Partei für eine Unabhängigkeit des Landes teilnahmen und dieserhalb auch in Haft gerieten. Nach dem Zweiten Weltkrieg machte sich Habib Bourguiba, der Anführer der Nachfolgepartei Neo-Destour, in der auch viele dieser Frauen organisiert waren, Haddads Forderungen im Wesentlichen zu eigen und sie wurden zu großen Teilen in den nach der Unabhängigkeit des Landes verabschiedeten Gesetzen umgesetzt. So ist beispielsweise die Polygamie in Tunesien verboten und das Tragen der Niqab im öffentlichen Raum offiziell nicht zulässig.

## Ehrungen
- In Tunesien wurden mehrere Straßen und Schulen nach Tahar Haddad benannt.
- In Tunis befindet sich das Kulturhaus Club Tahar Haddad, das im Dezember 1974 eröffnet wurde.[8]
- Die Boeing 737-600 der Tunisair mit der Kennung TS-IOR sowie eine ATR 72 der Fluggesellschaft Tunisair Express wurden ebenfalls nach ihm benannt.[9]

## Schriften
- Les travailleurs tunisiens et l’avènement du mouvement syndical / Tunisian Workers and the Union Movement, 1927[10]
- Imraʾatunā fī š-šarīʿa wa-l-muǧtamaʿ („Unsere Frau in der Scharia und in der Gesellschaft“), 1930
- Khaouater (Reflexions / Thoughts), Maison Arabe du Livre / Arab Book Publishing House, 1975 (posthum gedruckt)[10]